# ذو وجوه مكعبي ثماني معيني
في الهندسة، ذو الوجوه المكعبي الثماني المعيني (بالإنجليزية: Rhombicuboctahedron) هو مُجسَّم أرخميدي له 26 وجهًا، ويتكون من 8 مثلثات متساوية الأضلاع و18 مربعًا. وقد أطلق يوهانس كبلر عليه هذا الاسم في كتابه تناغم العالم الصادر عام 1618، وهذا الاسم يعكس حقيقة أنه تقاطع ذي الوجوه المكعبي الثماني مع ثِنْوِيِّهِ اثنا عشري الوجوه المعينية، ومن هنا أتى الاسم.
ذو الوجوه المكعبي الثماني المعيني مُجسَّم أرخميدي، وثنويه هو مُجسَّم كاتالان وهو ذو 24 وجهاً حدئياً. القُبَيبة الثنائية التدويمية المربعة المُطالة هو متعدد وجوه يشبه ذا الوجوه المكعبي الثماني المعيني، لكنه ليس مجسمًا أرخميديًا لأنه ليس انتقالي الرؤوس. يوجد ذو الوجوه المكعبي الثماني المعيني في ثقافات متنوعة في العمارة ولُعب الأطفال والفنون وغيرها.